# مازلر آتوموتیو

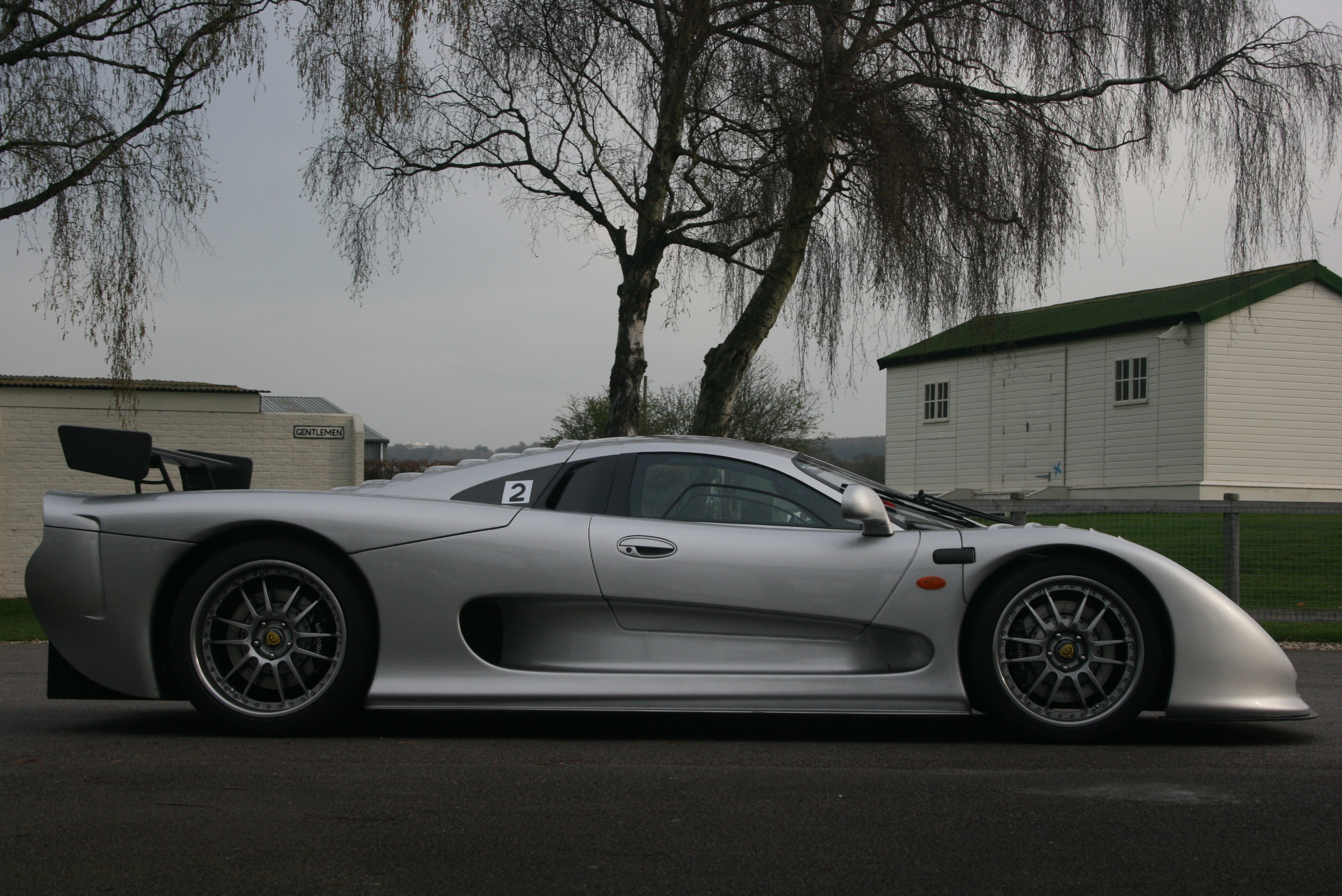

مازلر آتوموتیو (Mosler Automotive) نام یک شرکت سازنده خودروی سوپر اسپورت امریکایی-انگلیسی بود.
از معروفترین تولیدات این شرکت می‌توان مازلر ام‌تی۹۰۰ را نام برد.
این شرکت که در فلوریدا در امریکا قرار داشت در سال ۲۰۱۳ به تولیدات خود پایان داد.
از خریداران این اتومبیل می‌توان جرج لوکاس را نام برد.

## مدل‌های تولیدی
- Consulier GTP
  - Intruder
  - Raptor
- J-10 Sport
- TwinStar
- مازلر ام‌تی۹۰۰
- Mosler GT300
- Mosler GT600